# BLACK★ROCK SHOOTER
BLACK★ROCK SHOOTER（簡稱：BRS），又称黑岩射手，是日本插畫家huke於自己的部落格發表的一位原創角色，另有同名原創歌曲。於2010年7月24日由Ordet推出其同名OVA作品。電視動畫由Ultra Super Pictures公司製作，2012年2月2日開始播出，全8話。2021年9月16日宣布製作全新動畫BLACK★★ROCK SHOOTER DAWN FALL，2022年4月3日開始播出。

## 概要
「BLACK ROCK SHOOTER」原本是huke於pixiv和自己部落格發表的原創插畫角色，該人物設定為一位手上裝備每秒發射20枚岩石的大砲的15歲黑髮少女，並有著左右長度不同的雙馬尾，在其衍生的視訊畫面中也有持著劍或刀。據說原本設定該角色並未將它加上刀劍等武器，直到後來繪出後才有。
該作品成為引人注目的契機是在supercell的ryo以該角色的造型寫了一首歌，並以語音合成軟體「初音未來」作曲、由huke加上圖像後，以「由初音未來所唱的原創歌『BLACK★ROCK SHOOTER』」」的標題於2008年6月13日在影片分享網站NICONICO動畫發表其動畫作品。至2008年末，BRS已於NICONICO動畫累積播放數達100萬次以上，在該歌受到迴響的同時、影片中的角色也逐漸受人注目。樂曲與動畫一起收錄於supercell發行的第一張專輯—『supercell』中，還有將huke的插畫場景立體化後，作成以聚氯乙烯為材質，上色後的手办完成品「1/8比例模型—BLACK★ROCK SHOOTER」，而GoodSmile公司將其商品化出售。另外還有由Ordet製作的商業動畫，已於2010年春公開。

## 樂曲
「BLACK★ROCK SHOOTER」這首歌是源於supercell的ryo，對huke所繪的角色十分中意，就以「初音未來」編寫曲與歌詞，作為此角色的樂曲。「BLACK★ROCK SHOOTER」的插圖成為了當時心情低迷的Huke轉變的契機，不過當時Ryo僅看過Huke的「BLACK★ROCK SHOOTER」相關插畫，其角色所擁有的感情與身世背景卻都被歌詞所反應了出來，連Huke也十分吃驚。
2008年6月13日，huke製作影像的畫面，與初音VOCALOID軟體合成樂曲，成為「由初音未來所唱的原創歌『BLACK★ROCK SHOOTER』」的動畫，投稿於NICONICO發表。同年6月15日，該影片在「每日綜合—我的名單排列次序」中排名了第一名在同年年末前累積了100萬次的播放次數。
該曲於2009年3月4日由日本索尼音樂娛樂發售supercell的第一張專輯『supercell』，收錄BRS重錄的影片與歌曲。

## 遊戲

### BLACK★ROCK SHOOTER THE GAME

#### 簡介
西元2032年，地球因受到異星人的侵略瀕臨滅亡的危機。人類集合智慧，完成最終兵器「BLACK★ROCK SHOOTER（ブラック★ロックシューター）」。之後經過19年後來到西元2051年，作為最終兵器的她終於甦醒了，此時地球上的人類卻已經只剩下最後12人。OP為One Ok Rock的No Scared。

#### 登場人物
BRS（ブラック★ロックシューター，声：坂本真綾）
人類為了對抗異星人所製作的最終兵器，穿著一襲黑衣，左眼燃燒藍色火焰。武器為裝備於右手的「Black rock cannon」與左手的劍，而右手的加農砲可以變形成為砲、機槍、戰槌以及鋸子等等型態。由吉布森博士主導開發的第三世代複製人，自11歲開始進入長眠，意識成長停頓，因而個性純真不通世事。被博士稱呼為「史黛拉」（ステラ)，其實是當時著名的歌手辛格‧菈普的複製人。
GRAY（声：澤城美雪）
本名娜娜‧格雷（ナナ・グレイ），屬於不完全的複製體的第二世代複製人，統稱GRAY（灰色）系列的其中之一。為換取卓越的運動能力，作為提高運動性的代價，大腦記憶體嚴重衰退，因此深受記憶障礙所苦。離群索居，認為自己是不完全的劣等品而性格孤僻。遺傳學上相當於BRS的姐姐。
WRS（ホワイトロックシューター，声：坂本真綾）
在月面宮殿上謎樣的存在，和BRS正好相反，白髮並穿著白衣，右眼燃燒紅色火焰。武器為巨大鐮刀，背後裝備8枚翼。統帥整個「使者」，被稱為總督。自稱擁有旺盛的好奇心，當年在地球時以著名歌手辛格‧菈普(Sing Love、シング・ラブ)作為身分，並留下自己的DNA提供地球人研究製造對抗外星人的兵器。
使者
由「總督」所指揮，率領大量機械兵團入侵地球的異星人集團，原先有15人，在BRS甦醒前已有8人被消滅。擁有一種特殊能力，能在吞噬對方的同時獲得對方的一切技能和記憶。
蜜（ミー，声：中原麻衣）
A級使者指定，外觀為女性，說著混合西班牙語的日語，武器為紫色斧頭。殘忍喜好玩弄對手，和利利歐之間有特殊的感情，最後被BRS砍死後被利利歐所吞噬。
瑪茲瑪（マズマ，声：杉田智和）
A級使者指定，外觀為紅色頭髮的男性，能操縱火焰，武器為巨大有如鋸子的紅色雙刃劍。喜愛地球的電影，模仿電影狙擊手將手持武器當作長槍發射。最後死於BRS的加農砲下，被卡利吞噬。
席茲（シズ，声：日笠陽子）、卡利（カーリー，声：下山吉光）
原先為一對雙胞胎兄妹，哥哥卡利因吞噬過多大型動物而喪失語言能力，只能發出野獸叫聲，並且身材變得巨大，但是妹妹席茲卻可以和他溝通（瑪茲瑪似乎也可以）。妹妹席茲為身穿黃色西洋盔甲的女性，個性較理智。在戰鬥時シズ會騎到卡利背上並使用能伸長的劍展開攻擊。在敗給BRS之後被娜菲的兔型機器轟殺。
利利歐（リリオ，声：神谷浩史）
外觀為身穿綠衣、白色頭髮的青年，武器為弓箭。和蜜之間有特殊的感情，為了不讓這份情感消失而吞噬了蜜，並且決心為蜜復仇。落敗後為了不讓這份情感落入他人手中而自爆。
娜菲（ナフェ，声：下田麻美）
外觀為穿著大衣，紫色頭髮的幼女，連衣帽上有對形似兔耳的機械突起，平常操作左右兩邊的大型機械手臂來輔助行動，並且能自由操縱數量龐大的兔型機器「ミニ・ラビット」(迷你兔)發射光束攻擊敵人。在無邪的外貌下隱藏著極為殘忍且毫無憐憫的性格，煽動娜娜並將她移往月面宮殿，自身留下來阻擋BRS。最後因操作的兔型機器幾乎被BRS砍光殆盡而落敗，並遭WRS吞噬。
札哈（ザハ，声：秋元羊介）
可說是使者頭領的存在，外觀為白色長髮的老人，是一名武術達人，乘坐能輔助施展拳法的巨型機器人應戰。
人類
主要是來自聯合國解散後所成立針對外星人的組織「UEF」底下的傭兵部隊「PSS」小隊，由於在PSS抵達未覺醒的BRS所在地同時傳來總部已經被外星人毀滅的消息，因而他們宣稱是地球上最後殘存的12人。後來已經逐漸能和BRS互相打成一片，BRS也將部隊成員都視為是自己的同伴。後來在部隊行經莫斯科上空時遭到席茲(シズ)和卡利(カーリー)襲擊而幾乎全數毀滅。
弗蘭克・馬里昂（声：寶龜克壽）
PSS指揮官，作戰經驗豐富，主要負責在無線電中發號施令。喜愛電影，因而取的作戰名稱大多跟電影有關。
莫里斯・貝利（声：星野充昭）
部隊的隊長，有著褐色膚色，率領部隊作戰，性格有些粗魯和直率，在等待BRS覺醒時因為不耐煩而直接向保護艙開火。同樣對電影和電視節目都很有興趣。
羅斯葛魯・錫帕德（声：浜田賢二）
原先是學者，因而不太擅長作戰，不像軍人的軍人。在BRS覺醒後負責和較不能適應人性的BRS溝通，並且教導BRS所有有關事物。對於BRS而言算是較為親密的關係，也受到BRS所保護。
吉布森博士（声：寺杣昌紀）
開發對抗外星人的「グレイシリーズ」(灰色系列)生物複製計畫主導者，相當於BRS的生父，從シング・ラブ(WRS)取得DNA做為複製士兵。所製造的缺陷複製士兵也包含ナナ，這些士兵大多於對抗外星人過程中陣亡，因而對此感到恐懼，在培養BRS的過程中帶著BRS展開逃亡，然而因為人類除了複製人外並沒有能對抗外星人的方法，最終還是只能將BRS投入做為最終兵器，並製作放置BRS的密封艙。在故事開始前就已經死亡。

## OVA版
OVA於2010年3月24日在東京秋葉原舉行「秋葉原UDX劇場發佈會」內公開發表。「BLACK★ROCK SHOOTER」動畫為50分鐘本篇影像，可以通過《月刊Hobby Japan》的免費附錄、動畫DVD的免費發放、網絡上的動畫發放等各種途徑免費欣賞到OVA動畫內容。除此之外，附帶手辦的特別版也將會在日後發售。
「BLACK★ROCK SHOOTER」其中的預覽影片已在2009年9月30日收錄於DVD・Blu-ray Disc與新錄音的CD中，以「BLACK★ROCK SHOOTER -PILOT Edition-」的名字發售。

### 故事概要
一位看似平凡的少女黑衣麻陶，於新一年展開其豐富璀璨的中學生活。這時，一位名為小鳥遊優美的同班同學吸引了她的注意。起初的交往尚算順利，但後來不知甚麼原因，小鳥遊在二年級開始疏遠而後失蹤。

### 登場人物

#### 表世界人物
黑衣麻陶
天真爛漫的學生，熱切期待中學生活。在班中認識優美，成為了好朋友。
小鳥遊優美
孤癖的學生。歸國子女，被麻陶打開心靈。但後來看到由宇跟麻陶的關係，開始有所忌諱。
神足由宇（CV：阿澄佳奈）
與麻陶為籃球部同學，升班後更成為同班同學。
麻陶母親（CV：村井每早）
刑事（CV：卷島直樹、長嶝高士）

#### 裡世界人物
BLACK★ROCK SHOOTER（CV：花澤香菜）
麻陶的裡世界化身，裡世界稱為黑岩射手。手持ROCK★CANNON，此武器可於一秒內發射20發岩石，也可轉變為一把巨劍。最後黑衣和黑岩會面將優美救出。
Dead Master
優美的裡世界化身，裡世界稱為死亡主宰。手持Dead Scythe，身旁有2顆大型骷顱頭做為護使。
Strength
由宇的裡世界化身，裡世界稱為力量。出場時只是安靜的凝視遠方，跳下懸崖後，下落不明，雙手是非常巨大的機械手臂。
Black Gold Saw
沙耶的裡世界化身，裡世界稱為黑金王鋸，在片頭時有出場，並與黑岩射手戰鬥過，以鋸刀刺穿黑岩射手後，下落不明。

### 製作人員
- 原作：huke
- 原創音樂：ryo
- 導演：吉岡忍
- 監修：山本寛
- 編劇：谷川流、吉岡忍
- 人物設計：松尾祐輔
- 背景：袈裟丸繪美
- 動畫檢査：高田謠子
- 色彩設定：中島和子（A-1 Pictures）
- 攝影指導：廣岡岳
- 音響制作：樂音舍
- 剪接：坪根健太郎（REAL-T）
- 視訊編集：Q-Tec
- 動畫製作：Ordet
- 製作、總行銷：B★RS Project
- 總行銷：Good Smile Company

### 主題曲
Braveheart
主唱：THE GOMBAND，作詞、作曲、編曲：ryo

## 電視動畫版
2011年8月宣佈電視動畫化。2012年2月2日在富士電視台 NoitaminA時段播放，全8話。
2011年10月27日公開TV版官方網站並公佈首段預告影片。故事框架與OVA大致相同，但因應長度而加入了一些更為龐大和清晰的設定。

### 故事概要
近乎現實的世界中，有一位看似平凡的少女黑衣麻陶，於新一年展開其豐富璀璨的中學生活。這時，一位名為小鳥遊優美的同班同學吸引了她的注意。起初對方不欲作深層交往，後來卻因為彩虹小鳥的話題，而被麻陶見到小鳥遊受到委屈的一面……
充滿怪異的世界中，一群人生活於如眼淚般蔚藍的天空之下，每天都仿如戰士般進行著明爭暗鬥，仿如正為他人承受遇到的苦惱和混亂不堪的思緒……

### 登場人物

#### 表世界生活
黑衣麻陶（CV：花澤香菜／台灣：傅其慧）
电视版中留有短双马尾发型，刚升上初中。
注重生活顏色，以至各種生活小節的少女。性格开朗，一直以來都相當熱心於替他人解決問題，很容易為對方感到悲傷。在開學後加入籃球部。
小鳥遊優美（CV：澤城美雪／台灣：劉凱寧）
髮型與OVA版有些微不同，戴著眼鏡。OVA版是參加籃球部旁集訓的排球部，TV版中則加入了美術部。
神足由宇（CV：阿澄佳奈／台灣：雷碧文）
瀏海與OVA版有些微不同，且有夾髮夾。身材略矮小，與麻陶是自幼就相識的同年好友，
納野沙耶（CV：能登麻美子／台灣：龍顯蕙）
在「朝霞對話室」為學生提供日常輔導的老師，負責為學生進行心理指導。
出灰加賀里（CV：喜多村英梨／台灣：詹雅菁）
優美自童年認識的玩伴。非常喜歡馬卡龍。毒舌傾向。
小時候優美曾經因為父親關係而出國，加賀里追了出去卻遇上車禍，導致雙腿癱瘓而依靠輪椅代步。
小幡新（CV：沼倉愛美／台灣：詹雅菁）
籃球部社長，為人十分剛強樂觀，個性有點像男孩子。不喜歡將過錯推給別人，所以會有將事情都擔到自己身上的習慣。被麻陶以及由宇稱為「小幡幡」。

#### 裡世界鬥爭
BLACK ROCK SHOOTER（CV：花澤香菜）
映射麻陶。主色為藍色，裡世界稱為黑岩射手。穿著風衣搭配短褲、長靴，左右綁著長短不一的雙馬尾，平日頭髮被斗篷蓋著。左眼能燃起藍色火焰。配備可按戰鬥需要，變換不同形態的單手劍、三管式重型機砲以及重型加農砲，重型加農砲可射出燃燒著藍火的黑岩。
遊走於各地，為了不同的目的而與他人戰鬥，以刀斬掉對手協助對方的表
Insane.BLACK ROCK SHOOTER（CV：花澤香菜）
主色為紫色，裡世界稱為狂化黑岩射手。主要武器為長約2.5公尺的大劍，也能射出子彈輔助攻擊。在和Black Gold Saw對戰開場之時即被斬中右手，並自行將右手扯斷，身上的鎧甲與武器繫著一條鎖鍊並協助其右手接回，並且輔助使大劍能作為投擲武器使用。左眼的藍色火焰取而代之的是紫色火焰，身上多個部位也出現了類似鎧甲的裝飾，冷血無情，戰鬥力相當強大。
Dead Master
映射優美。主色為綠色，裡世界稱為死亡主宰。穿著緊身衣及裙子，頭戴白紗配以惡魔角頭飾和惡魔翅膀。主要武器為巨型鐮刃，可轉換型態成伸縮自如的鐵鞭。身旁有兩個眼睛發出綠光的大型骷髏作為使魔。
Black Gold Saw
映射沙耶。主色為紅色，裡世界稱為黑金王鋸。黑髮下端泛紅，腿部裝備著類似腿甲的裝飾。可以看穿裡世界的一切，主要武器是一把巨型鋸刀，可以隨意放大、伸長，封鎖崩壞空間等各種攻擊方式。平時會澆水培養象徵表世界陰暗人格的黑色連帽斗篷的裡世界人物。用特殊的撒水壺來種出迷失的人，小幡的裡世界化身也是其中之一。看似非常愛惜種出來的人。
Strength（CV：阿澄佳奈）
映射由宇。主色為灰色，裡世界稱為力量。將連帽領口拉到足以蓋住嘴巴，給人感覺冷漠的氣息。其凝視住遠方的橘紅雙眼是最大特徵。擁有極度巨大的鋼鐵手臂和化骨龍形的鋼鐵尾巴。
Chariot
映射加賀里。主色為黃色，裡世界稱為戰輪妖精。雙腿為車輪，頭上穿戴著類似皇冠的飾品，武器為長劍及刺盾，眼神非常冷漠，不停叫BLACK ROCK SHOOTER「快回去」。有一部蜘蛛型八腳座駕，可以發射各種色彩的馬卡龍炮彈。亦有不少小蜘蛛作為手下。

### 製作人員
- 原作：B★RS Project
- 監督：吉岡忍
- CG特技監督：今石洋之
- 系列構成、劇本：岡田麿里
- 角色設計原案：huke
- 角色設計、小物品設計、總作畫監督：芳垣祐介
- 製作設計：
- 武器設計：
- 骸骨設計：岸類
- CG主動畫師：名倉普作、石川真平
- 美術監督：長嶋哲彦、袈裟丸繪美
- 色彩設計：中島和子
- 攝影監督：廣岡岳
- CG攝影監督：山田豐徳
- 剪接：坪根健太郎
- 音響監督：菊田浩已
- 音響效果：森川永子
- 音樂：森英治
- 音樂製作人：佐野弘明
- 音樂製作：索尼音樂娛樂、Aniplex、富士太平洋音樂
- 動畫製作：Ordet、三次元
- 製作人：中村浩士、松浦裕曉
- 總製作人：山本幸治（富士電視台）
- 製作代表：富川八峰（富士電視台）、安藤貴範、新坂純一、中西孝、勝股英夫、寺田篤、松浦裕曉
- 製作：BRS on TV（富士電視台、Good Smile Company、東寶株式會社、MAGES.、Aniplex、電通、Ultra Super Pictures）

### 主題曲
片頭曲
主唱：supercell feat. 初音未來，作詞、作曲、編曲：ryo
片尾曲
主唱：supercell，作詞、作曲、編曲：ryo
插曲
主唱：supercell，作詞、作曲、編曲：ryo

### 各話標題
各集標題取自歌曲《BLACK★ROCK SHOOTER》的歌詞，中文標題取自電視動畫版正體中文官方網站。
| 話數                              | 日文標題               | 中文標題                     | 腳本                   | 分鏡                     | 演出                   | 作畫監督                          |
| 《BLACK★ROCK SHOOTER》            | 《BLACK★ROCK SHOOTER》 | 《BLACK★ROCK SHOOTER》       | 《BLACK★ROCK SHOOTER》 | 《BLACK★ROCK SHOOTER》   | 《BLACK★ROCK SHOOTER》 | 《BLACK★ROCK SHOOTER》            |
| --------------------------------- | ---------------------- | ---------------------------- | ---------------------- | ------------------------ | ---------------------- | --------------------------------- |
| 第一話                            |                        | 還要再呼喊多少次呢           | 岡田麿里               | 吉岡忍 今石洋之          | 吉岡忍 今石洋之        | 芳垣祐介                          |
| 第二話                            |                        | 擁抱黎明的天空               | 岡田麿里               | 崛之內元 今石洋之        | 宇井良和 今石洋之      | 米山舞                            |
| 第三話                            |                        | 忍住的眼淚快溢出來了         | 岡田麿里               | 篠原俊哉 今石洋之        | 篠原俊哉 今石洋之      | 川口千里                          |
| 第四話                            |                        | 似曾夢見過的世界大門即將封閉 | 岡田麿里               | 小林寬                   | 小林寬 今石洋之        | 德田賢朗                          |
| 第五話                            |                        | BLACK★ROCK SHOOTER           | 岡田麿里               | 鎌倉由實 雨宮哲          | 藤井辰己 雨宮哲        | 北村晉哉                          |
| 第六話                            |                        | 不可能存在的過往的希望       | 岡田麿里               | 大州鶴太郎 雨宮哲        | 大州鶴太郎 雨宮哲      | 佐古一哉                          |
| 第七話                            |                        | 向著劃過黑夜的流星許下心願   | 岡田麿里               | 江崎慎平 雨宮哲 今石洋之 | 江崎慎平 今石洋之      | 羽田浩二                          |
| 第八話                            |                        | 超越世界                     | 岡田麿里               | 吉岡忍 今石洋之          | 吉岡忍 今石洋之        | 芳垣祐介                          |
| 《BLACK★★ROCK SHOOTER DAWN FALL》 |                        |                              |                        |                          |                        |                                   |
| 第一話                            |                        | 好的壞的和機器的             | 深見真                 | 天衝                     | 天衝                   | 野中正幸 中川耀                   |
| 第二話                            |                        | 射手遇上駭客                 | 深見真                 | 天衝                     | 天衝                   | 野中正幸 中川耀                   |
| 第三話                            |                        | 狙擊手主宰                   | 深見真                 | 三宅和男                 | 天衝                   | 野中正幸 中川耀 西山実果          |
| 第四話                            |                        | 黑色墜入洞中                 | 深見真                 | 三宅和男                 | 天衝                   | 野中正幸 中川耀 西山実果 大河広行 |
| 第五話                            |                        | 喝酒是因為你開心             | 吉上亮                 | 天衝                     | 天衝                   | 野中正幸 中川耀 西山実果          |
| 第六話                            |                        | 垮台                         | 深見真                 | 高橋健                   | 青木youイチロー 高橋健 | 野中正幸 中川耀 西山実果          |
| 第七話                            |                        | 和平構建軍紀念圖書館         | 深見真                 | 尋田耕輔                 | 青木youイチロー 高橋健 | 野中正幸 中川耀                   |
| 第八話                            |                        | 橫渡鐵海洋                   | 吉上亮                 | 天衝                     | 青木youイチロー        | 野中正幸 中川耀 西山実果          |
| 第九話                            |                        | 半機械化                     | 吉上亮                 | 村山公輔                 | 青木youイチロー        | 野中正幸 中川耀 西山実果          |
| 第十話                            |                        | 泰坦之戰                     | 吉上亮                 | 村山公輔                 | 青木youイチロー        | 野中正幸 中川耀 西山実果          |
| 第十一話                          |                        | 怒月                         | 深見真                 | 天衝 宮繁之              | 青木youイチロー        | 野中正幸 中川耀 西山実果          |
| 第十二話                          |                        | 黑岩射手                     | 深見真                 | 天衝 宮繁之              | 天衝 青木youイチロー   | 野中正幸 中川耀 西山実果          |
| 第十三話                          |                        | 總集數篇                     | 總集數篇               | 總集數篇                 | 總集數篇               | 總集數篇                          |

## 書籍
- 漫畫
  - BLACK★ROCK SHOOTER 無垢之魂（漫畫 : 鈴木小波 原作 : huke）
    - BLACK★ROCK SHOOTER 無垢之魂(1)（2011年11月4日發售，ISBN 978-4-04-120045-2，中文版出版日： 2012/10/25）
    - BLACK★ROCK SHOOTER 無垢之魂(2)（2011年12月28日發售，ISBN 978-4-04-120046-9，中文版出版日： 2012/11/21）
    - BLACK★ROCK SHOOTER 無垢之魂(3)（2012年6月4日發售，ISBN 978-4-04-120284-5，中文版出版日： 2013/02/21）

  - ぶらっくろっくちゃん（單行本2012年2月4日發售，ISBN 978-4041201428〕
  - BLACK★ROCK SHOOTER THE GAME（作者TNSK〕
    - BLACK★ROCK SHOOTER THE GAME(1)（2012年2月10日發售，ISBN 978-4-04-120126-8）
    - BLACK★ROCK SHOOTER THE GAME(2)（2012年9月26日發售，ISBN 978-4-04-120400-9）

  - BLACK★ROCK SHOOTER THE GAME 4格
    1. （2012年2月6日發售，ISBN 978-4-04-727803-5）
    2. （2012年3月24日發售，ISBN 978-4-04-728020-5）

## 備註
1. ↑  .   [2010-09-18]. （原始内容存档于2010-08-14）.
2. 1 2 3  ノトフ. . Ascii.jp (アスキー・メディアワークス). 2009年8月28日  [2009年10月28日]. （原始内容存档于2010年7月14日）.
3. ↑  "初音ミクがオリジナルを歌ってくれたよ「ブラック★ロックシューター」 （页面存档备份，存于）" ニコニコ動画、2008年6月13日。
4. ↑  . グッドスマイルカンパニー.   [2009-08-28]. （原始内容存档于2009-09-01）.
5. 1 2  . 2008-08-05  [2009年9月27日]. （原始内容存档于2012年2月24日） （日语）.
6. ↑  .   [2009年3月6日]. （原始内容存档于2009年9月17日） （日语）.
7. ↑  . meVIEWsa radio (ファスニングジャーナル). 2008年12月25日  [2009年3月14日]. （原始内容存档于2009年9月9日）.
8. 1 2 3  . www.noitamina-brs.jp.   [2025-04-26].
9. ↑  . www.noitamina-brs.jp.   [2025-04-26].
10. ↑  . www.noitamina-brs.jp.   [2025-04-26].
11. ↑  . www.noitamina-brs.jp.   [2025-04-26].
12. 1 2 3  . www.noitamina-brs.jp.   [2025-04-26].
13. ↑  . www.noitamina-brs.jp.   [2025-04-26].

## 外部連結
- （日語）HWB（页面存档备份，存于） - huke的部落格
- （日語）BLACK★ROCK SHOOTER PROJECT（页面存档备份，存于） - 由GoodSmile販賣的BLACK★ROCK SHOOTER模型網站
- （日語）BLACK★ROCK SHOOTER PROJECT（页面存档备份，存于） - 動畫版網站
- （日語）TV ANIMATION BLACK★ROCK SHOOTER（页面存档备份，存于） - 電視動畫版網站
- 日文電視動畫版角色介紹（页面存档备份，存于）
- 繁體中文電視動畫版角色介紹（页面存档备份，存于）